# Rebollar (Sòria)
Rebollar és un municipi de la província de Sòria, a Castella i Lleó. Es troba a la comarca d'El Valle, i a la comarca agrícola de Tierras Altas.